# Mohammed Benkhemassa
Mohammed Benkhemassa (en arabe : محمد بن خماسة), né le 28 juin 1993 à Oran, est un footballeur international algérien évoluant au poste de milieu défensif.

## Biographie
Avec la sélection nationale, il participe à la Coupe d'Afrique des nations junior 2013 organisée dans son pays, à la Coupe d'Afrique des nations des moins de 23 ans 2015 au Sénégal (finaliste) et aux Jeux olympiques d'été de 2016 au Brésil.
Avec l'USM Alger, il participe à la Ligue des champions africaine en 2015, atteignant la finale de cette compétition.
Il remporte le Championnat d'Algérie 2016.
Le 23 janvier 2023, il signe au Mouloudia.

## Statistiques

### En club
| Saison                | Club                  | Championnat           | Championnat | Championnat | Championnat | Coupe(s) nationale(s) | Coupe(s) nationale(s) | Coupe(s) nationale(s) | Supercoupe | Supercoupe | Supercoupe | Compétition(s) continentale(s) | Compétition(s) continentale(s) | Compétition(s) continentale(s) | Compétition(s) continentale(s) | Total | Total | Total |
| Saison                | Club                  | Division              | M.          | B.          | P.d.        | M.                    | B.                    | P.d.                  | M.         | B.         | P.d.       | Comp.                          | M.                             | B.                             | P.d.                           | M.    | B.    | P.d.  |
| 2014-2015             | USM Alger             | Ligue 1               | 12          | 1           | 0           | 2                     | 0                     | 0                     | -          | -          | -          | -                              | -                              | -                              | -                              | 14    | 1     | 0     |
| 2015-2016             | USM Alger             | Ligue 1               | 21          | 0           | 1           | -                     | -                     | -                     | -          | -          | -          | CAF                            | 11                             | 0                              | 0                              | 32    | 0     | 1     |
| 2016-2017             | USM Alger             | Ligue 1               | 17          | 1           | 1           | 3                     | 0                     | 0                     | 1          | 0          | 0          | -                              | -                              | -                              | -                              | 21    | 1     | 1     |
| 2017-2018             | USM Alger             | Ligue 1               | 22          | 1           | 2           | 2                     | 0                     | 0                     | -          | -          | -          | CAF                            | 7                              | 0                              | 0                              | 31    | 1     | 2     |
| 2018-2019             | USM Alger             | Ligue 1               | 22          | 0           | 3           | 1                     | 0                     | 0                     | -          | -          | -          | CAF2                           | 9                              | 1                              | 0                              | 32    | 1     | 3     |
| 2019-2020             | USM Alger             | Ligue 1               | 1           | 0           | 1           | -                     | -                     | -                     | -          | -          | -          | -                              | -                              | -                              | -                              | 1     | 0     | 1     |
| Sous-total            | Sous-total            | Sous-total            | 95          | 3           | 8           | 8                     | 0                     | 0                     | 1          | 0          | 0          | -                              | 27                             | 1                              | 0                              | 131   | 4     | 8     |
| 2019-2020             | Malaga CF             | La Liga 2             | 19          | 0           | 0           | 1                     | 0                     | 0                     | -          | -          | -          | -                              | -                              | -                              | -                              | 20    | 0     | 0     |
| 2020-2021             | Malaga CF             | La Liga 2             | 20          | 0           | 0           | 2                     | 0                     | 0                     | -          | -          | -          | -                              | -                              | -                              | -                              | 22    | 0     | 0     |
| Sous-total            | Sous-total            | Sous-total            | 39          | 0           | 0           | 3                     | 0                     | 0                     | -          | -          | -          | -                              | -                              | -                              | -                              | 42    | 0     | 0     |
| 2021-2022             | Ismaily SC            | Premier League        | 5           | 0           | 0           | -                     | -                     | -                     | -          | -          | -          | -                              | -                              | -                              | -                              | 5     | 0     | 0     |
| 2022-2023             | Ismaily SC            | Premier League        | 3           | 0           | 0           | -                     | -                     | -                     | -          | -          | -          | -                              | -                              | -                              | -                              | 3     | 0     | 0     |
| Sous-total            | Sous-total            | Sous-total            | 8           | 0           | 0           | -                     | -                     | -                     | -          | -          | -          | -                              | -                              | -                              | -                              | 8     | 0     | 0     |
| 2022-2023             | MC Alger              | Ligue 1               | 8           | 0           | 0           | -                     | -                     | -                     | -          | -          | -          | -                              | -                              | -                              | -                              | 8     | 0     | 0     |
| 2023-2024             | MC Alger              | Ligue 1               | 24          | 1           | 1           | 5                     | 0                     | 0                     | -          | -          | -          | -                              | -                              | -                              | -                              | 29    | 1     | 1     |
| 2024-2025             | MC Alger              | Ligue 1               | 25          | 1           | 0           | 2                     | 0                     | 0                     | 1          | 0          | 0          | CAF                            | 12                             | 0                              | 1                              | 40    | 1     | 1     |
| Sous-total            | Sous-total            | Sous-total            | 57          | 2           | 1           | 7                     | 0                     | 0                     | 1          | 0          | 0          | -                              | 12                             | 0                              | 1                              | 77    | 2     | 2     |
| Total sur la carrière | Total sur la carrière | Total sur la carrière | 199         | 5           | 9           | 18                    | 0                     | 0                     | 2          | 0          | 0          | -                              | 39                             | 1                              | 1                              | 258   | 6     | 10    |

### En sélection nationale
| Saison                | Sélection             | Phases finales        | Phases finales | Phases finales | Phases finales | Éliminatoires CDM | Éliminatoires CDM | Éliminatoires CDM | Éliminatoires CAN | Éliminatoires CAN | Éliminatoires CAN | Matchs amicaux | Matchs amicaux | Matchs amicaux | Total | Total | Total |
| Saison                | Sélection             | Compétition           | M              | B              | Pd             | M                 | B                 | Pd                | M                 | B                 | Pd                | M              | B              | Pd             | M     | B     | Pd    |
| --------------------- | --------------------- | --------------------- | -------------- | -------------- | -------------- | ----------------- | ----------------- | ----------------- | ----------------- | ----------------- | ----------------- | -------------- | -------------- | -------------- | ----- | ----- | ----- |
| 2017-2018             | Algérie               | -                     | -              | -              | -              | -                 | -                 | -                 | -                 | -                 | -                 | 2              | 0              | 0              | 2     | 0     | 0     |
| 2018-2019             | Algérie               | -                     | -              | -              | -              | -                 | -                 | -                 | 1                 | 0                 | 0                 | 2              | 0              | 0              | 3     | 0     | 0     |
| Total sur la carrière | Total sur la carrière | Total sur la carrière | -              | -              | -              | -                 | -                 | -                 | 1                 | 0                 | 0                 | 4              | 0              | 0              | 5     | 0     | 0     |

### Matchs internationaux
La liste ci-dessous dénombre toutes les rencontres de l'Équipe d'Algérie de football auxquelles Mohammed Benkhemassa prend part, du 7 juin 2018 jusqu'à présent.

## Palmarès

### En club
| USM Alger (3) | MC Alger (3) |
| --- | --- |
| - Ligue 1 (2) : - Champion : 2016 et 2019 - Vice-champion : 2017 - Supercoupe d'Algérie (1) : - Vainqueur : 2016 - Ligue des champions de la CAF : - Finaliste : 2015 | - Ligue 1 (2) : - Champion : 2024 et 2025 - Coupe d'Algérie : - Finaliste : 2024 - Supercoupe d'Algérie (1) : - Vainqueur : 2024 |

### En sélection
- Finaliste de la CAN U23 2015 avec l'équipe d'Algérie olympique.

## Distinctions personnelles
- Oscars de Maracana Meilleur espoir du Championnat d'Algérie de l’année 2016.